# Villar de Peralonso
Villar de Peralonso település Spanyolországban, Salamanca tartományban. Villar de Peralonso Gejuelo del Barro, Villasdardo, Cipérez, Espadaña és Tremedal de Tormes községekkel határos. Lakosainak száma 204 fő (2024).

## Népesség
A település népessége az elmúlt években az alábbi módon változott:
| Lakosok száma | 344  | 324  | 318  | 306  | 272  | 260  | 241  | 231  | 207  | 204  |
|               | 2001 | 2004 | 2007 | 2009 | 2012 | 2014 | 2017 | 2019 | 2022 | 2024 |